# Rombododecaedro

Animación que muestra la construcción de un rombododecaedro a partir de un cubo.

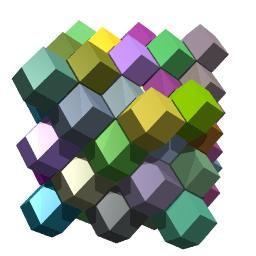
Mosaico con dodecaedros rómbicos

En geometría, el rombododecaedro o dodecaedro rómbico es un poliedro que tiene 12 caras iguales con forma de rombo, 24 aristas y 14 vértices. Es uno de los sólidos de Catalan; tiene la característica de llenar completamente el espacio cuando se reúnen varios de ellos al igual que un hexágono llena el plano.
La diagonal más larga del rombo que forma sus caras es (√2) veces la longitud de la diagonal menor; así es que el ángulo agudo es 2 tan−1(1/√2), o aproximadamente 70,53°.
El  dodecaedro rómbico es parte del reducido grupo de los poliedros de aristas uniformes y es un zonohedro. Los vértices de orden 4 se encuentran en las coordenadas (±2,0,0),(0,±2,0),(0,0,±2);
y los de orden 3 en (±1,±1,±1). Con estas coordenadas obtenemos un rombododecaedro en el que la diagonal menor del rombo mide 2 unidades. Estas coordenadas expresadas de forma extensa son:
(2,0,0),(-2,0,0),(0,2,0),(0,-2,0),(0,0,2),(0,0,-2).
(1,1,1),(1,1,-1),(1,-1,1),(1,-1,-1),(-1,1,1),(-1,1,-1),(-1,-1,1),(-1,-1,-1).